# Нечітка множина
Нечітка множина — поняття, введене Лотфі Заде в 1965 році в статті «Fuzzy Sets» в журналі Information and Control, в якому він розширив класичне поняття множини, допустивши, що характеристична функція множини (названа Заде функцією належності для нечіткої множини) може набувати будь-яких значень в інтервалі [0,1], а не тільки значень 0 або 1. Є базовим поняттям нечіткої логіки.

## Визначення
Нехай {\displaystyle \mho } — множина (класична). Нечітка множина {\displaystyle \mathbf {A} } задається своєю функцією належності:
{\displaystyle \mu _{\mathbf {A} }:\quad \mho \to [0;1]}

Порожня множина {\displaystyle \mu _{\varnothing }(x)=0}, універсальна множина {\displaystyle \mu _{\mho }(x)=1}.
Якщо {\displaystyle \mu _{\mathbf {A} }} набуває значень {\displaystyle \{0,1\}}, то множина {\displaystyle \mathbf {A} } — це класична підмножина, {\displaystyle \mathbf {A} \subseteq \mho }, в іншому випадку множина {\displaystyle \mathbf {A} } є нечіткою.
Можна казати, що {\displaystyle \mu _{\mathbf {A} }(x)} — це ступінь належності елемента {\displaystyle x} до множини {\displaystyle \mathbf {A} }.
Носій нечіткої множини {\displaystyle \mathbf {A} } — це
{\displaystyle \mathrm {supp} \ \mathbf {A} =\left\{x\in \mho \mid \mu _{\mathbf {A} }>0\right\}}
Множина рівня {\displaystyle \alpha }, де {\displaystyle \alpha \in [0;1]} — це
{\displaystyle \mathbf {A} _{\alpha }=\left\{x\in \mho \mid \mu _{\mathbf {A} }\geq \alpha \right\}}
Тоді
{\displaystyle \mathrm {supp} \ \mathbf {A} =\bigcup _{\alpha >0}\mathbf {A} _{\alpha }}
Якщо {\displaystyle \mho \subseteq \mathbb {R} }, то зв'язні нечіткі множини називають нечіткими числами.
Оскільки інтервали можна розглядати як нечіткі числа, то арифметика нечітких чисел є узагальненням інтервальної арифметики.

## Операції над нечіткими множинами

### Домінування (Вміщення)
Нехай {\displaystyle \mathbf {A} } і {\displaystyle \mathbf {B} } — нечіткі множини на універсальній множині {\displaystyle \mathbf {E} }.
Говорять, що {\displaystyle \mathbf {A} } міститься в {\displaystyle \mathbf {B} }, якщо {\displaystyle \forall x\in \mathbf {E} :\mu _{\mathbf {A} }(x)<\mu _{\mathbf {B} }(x)}.
Позначення: {\displaystyle \mathbf {A} \subset \mathbf {B} }.
Інколи використовують термін «домінування», тобто у випадку, якщо {\displaystyle \mathbf {A} \subset \mathbf {B} }, говорять, що {\displaystyle \mathbf {B} } домінує {\displaystyle \mathbf {A} }.

### Рівність
{\displaystyle \mathbf {A} } і {\displaystyle \mathbf {B} } рівні, якщо {\displaystyle \forall x\in \mathbf {E} :\mu _{\mathbf {A} }(x)=\mu _{\mathbf {B} }(x)}.
Позначення: {\displaystyle \mathbf {A} =\mathbf {B} }.

### Доповнення
Нехай µ = [0, 1], {\displaystyle \mathbf {A} } і {\displaystyle \mathbf {B} } — нечіткі множини, задані на {\displaystyle \mathbf {E} }. {\displaystyle \mathbf {A} } і {\displaystyle \mathbf {B} } доповнюють один одного, якщо 
{\displaystyle \forall x\in \mathbf {E} :\mu _{\mathbf {A} }(x)=1-\mu _{\mathbf {B} }(x)}.
Доповнення нечіткої множини А позначається символом {\displaystyle {\overline {A}}}.
Операція доповнення відповідає логічному запереченню.

### Перетин
Перетин {\displaystyle \mathbf {A} } і {\displaystyle \mathbf {B} } позначається {\displaystyle \mathbf {A} \cap \mathbf {B} } і визначається
{\displaystyle \mu _{\mathbf {A} \cap \mathbf {B} }(x)=\min(\mu _{\mathbf {A} }(x),\ \mu _{\mathbf {B} }(x))}.
Перетин відповідає логічній зв'язці «і». {\displaystyle \mathbf {A} \cap \mathbf {B} } — найменша нечітка підмножина, яка міститься одночасно в {\displaystyle \mathbf {A} } і {\displaystyle \mathbf {B} .}

### Об'єднання
Об'єднання нечітких множин А і В (А + В)
{\displaystyle A+B=\int _{U}^{}{\frac {\left(\mu _{A}(u)\ \ {\widehat {I}}\ \ \mu _{B}(u)\ \right)}{u}}}
Об'єднання відповідає логічній зв'язці «або».
А ∪ В — найбільша нечітка підмножина, яка включає як А, так і В, з функцією приналежності:
{\displaystyle \mu _{A\cup B}(x)=\max(\mu _{A}(x),\mu _{B}(x))}

### Диз'юнктивна сума
{\displaystyle \mathbf {A} \oplus \mathbf {B} =\mathbf {(A-B)} \cup \mathbf {(B-A)} =(\mathbf {A} \cup \mathbf {B} )-(\mathbf {A} \cap \mathbf {B} ).}
А⊕B = (А — B) ∪ (B — А) = (А ∩) ∪ ∩ B) з функцією приналежності:
µA — B(x) = max {[min {µA(x), 1 — µB(x)}];
[min {1 — µA(x), µB(x)}] }

### Добуток А і В позначається АВ і визначається
{\displaystyle AB=\int _{U}^{}{\frac {\left(\mu \_A(u)\mu \_B(u)\ \right)}{u}}}

### Піднесення до степеня
{\displaystyle a>0,A^{e}=\int _{U}^{}{\frac {\left(\mu \_A(u)\ \right)^{e}}{u}}}

### Концентрація (частковий випадок піднесення до степеня):
{\displaystyle CON(A)=A^{2}}

### Розтягування (розмивання):
{\displaystyle DIL(A)={\sqrt {A}}}

## Чітке відображення
Нехай X і Y — дві заданих універсальних множини. Говорять, що наявна функція, визначена на X зі значенням у Y, якщо, у силу деякого закону f, кожному елементу {\displaystyle X\in \mathbb {X} } відповідає елемент {\displaystyle y\in \mathbb {Y} }.
Коли функцію f : {\displaystyle X\to \mathbb {Y} } називають відображенням, значення {\displaystyle f(x)\in \mathbb {Y} }, якого вона набуває на елементі {\displaystyle x\in \mathbb {X} }, звичайно називають образом елемента x.
Образом множини {\displaystyle A\in \mathbb {X} } при відображенні {\displaystyle c\in \mathbb {Y} } називають множину {\displaystyle f(A)\in \mathbb {Y} } тих елементів Y, що є образами елементів множини А.
Дане класичне визначення відображення, яке у теорії нечітких множин називають чітким відображенням.

## Нечітке відображення
Нечітке відображення— це відображення виду:
{\displaystyle \varphi :\quad \mathbf {X} _{1}\times \mathbf {X} _{2}\times \cdots \times \mathbf {X} _{n}\to \mathbf {Y} }

Нечіткі відображення задаються функціями належності образів нечітких множин.
Тобто, якщо {\displaystyle ~\mu _{k}(x_{k})} — функція належності множини {\displaystyle \mathbf {A} _{k}} та нехай
{\displaystyle \mathbf {B} \subset \mathbf {Y} ,\quad \mathbf {A} _{1}\subset \mathbf {X} _{1},\quad \mathbf {A} _{2}\subset \mathbf {X} _{2},\quad \ldots ,\quad \mathbf {A} _{n}\subset \mathbf {X} _{n}}

Тоді функція належності множини B задається у вигляді:
{\displaystyle \mu _{\mathbf {B} }=\mathrm {supp} _{x_{1},x_{2},\ldots ,x_{n}\in \mathbf {X} }\min {\Big (}\mu _{1}(x_{1})\mu _{2}(x_{2})\ldots \mu _{n}(x_{n})\mu _{\varphi }(x_{1}\ldots x_{n}y){\Big )}}
Або:
{\displaystyle \mu _{\varphi (x_{1}\ldots x_{n})}=\mathrm {supp} _{x_{1},\ldots ,x_{n} \atop \varphi (x_{1}\ldots x_{n})}\min {\Big (}\mu _{a_{1}}(x_{1}),\ldots ,\mu _{a_{n}}(x_{n}){\Big )}}